# Model científic
En ciència pura i aplicada, un model és el resultat del procés de generar una representació abstracta, conceptual, gràfica o visual, amb la finalitat d'explorar, controlar i predir aquests fenòmens o processos. Es considera que la creació d'un model és una part essencial de tota activitat científica. 

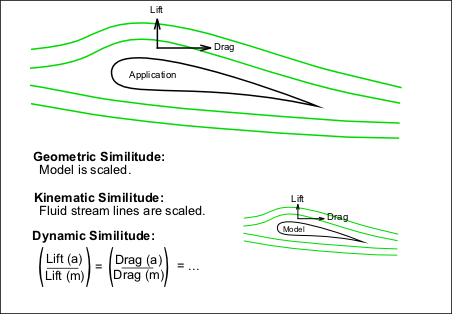
Figura que mostra relacions entre un model d'enginyeria i aplicacions.

Malgrat que hi ha poca teoria generalitzada sobre l'ocupació de models, en podem trobar, principalment, en la filosofia de la ciència, la teoria general de sistemes i el camp, relativament nou, de visualització científica. La ciència moderna ofereix una col·lecció creixent de mètodes, tècniques i teories sobre diversos tipus de models. A la pràctica, les diferents branques o disciplines científiques tenen les seves pròpies idees i normes sobre tipus específics de models (veure, per exemple: teoria de models). No obstant això, i en general, tots segueixen els principis del modelatge.
Per fer un model és necessari plantejar una sèrie d'hipòtesis, de manera que allò que es vol representar sigui prou plasmat en la idealització, encara que també es busca, normalment, que sigui prou senzill com per poder ser manipulat i estudiat.

## Tipus de models científics
- Models físics: utilitzats en el disseny de represes, ponts, escluses, ports, aeronaus, etc Diagrama de Hertzsprung-Russell: Representació de lluminositat/magnitud absoluta en relació al color de les estrelles

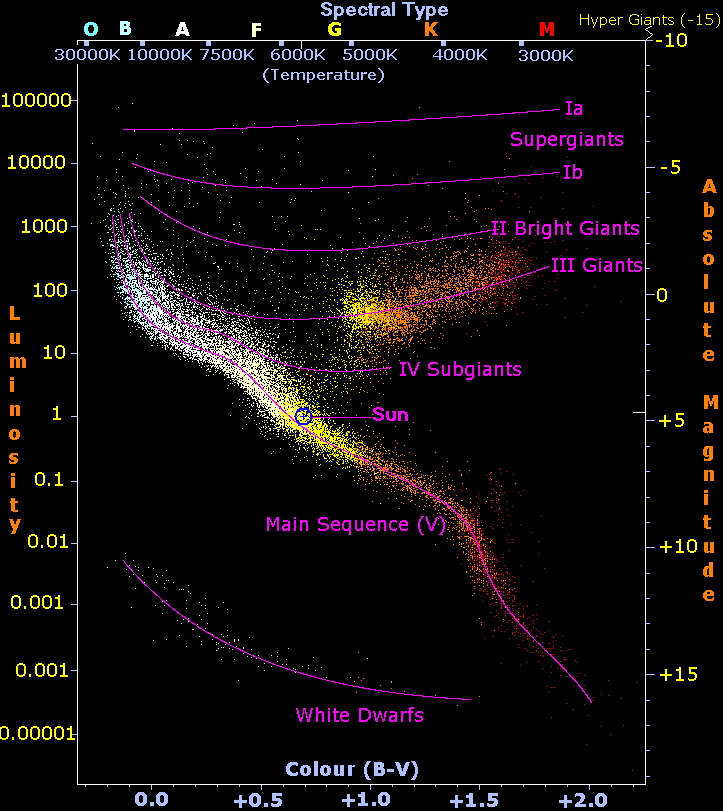
Diagrama de Hertzsprung-Russell: Representació de lluminositat/magnitud absoluta en relació al color de les estrelles

- Models matemàtics: al seu torn poden dividir-se en: 
  - Models de simulació conceptual, utilitzats en hidrologia i hidrogeologia.
  - Models de simulació estocàstics, utilitzats en hidrologia.
  - Models d'optimització, utilitzats en procediments com per exemple la programació lineal, programació dinàmica, entre d'altres, i que permeten, per exemple, determinar l'ús òptim dels recursos hídrics d'una conca hidrogràfica.
- Models numèrics o simulacions per ordinador.
- Models analògics, es basen en les analogies que s'observen des del punt de vista del comportament de sistemes físics diferents que, no obstant això, estan regits per formulacions matemàtiques idèntiques. Per exemple, fins als anys 1970 el modelatge de sistemes d'aigües subterrànies es realitzava amb xarxes elèctriques de resistències i condensadors. Aquest procediment, bastant enutjós i costós, es va substituir pel modelatge purament matemàtic en la mesura que va augmentar la capacitat dels computadors i es va popularitzar l'ús del càlcul numèric.
- Models conceptuals.
  - El model atòmic de Bohr de l'àtom d'hidrogen.
  - El model d'Ising per estudiar materials ferromagnètics.

### Exemples

Gràfica del model. La corba IS es desplaça cap a la dreta, bé per una política fiscal d'increment de la despesa o de transferències, o bé per una disminució de la taxa d'impostos. L'equilibri es troba per tant en Y₂ i i₂.

El model IS-LM, també anomenat Model de Hicks-Hansen, és un exemple tant d'un model matemàtic com visual. Està inspirat en les idees de John Maynard Keynes però, a més, sintetitza les seves idees amb les dels models neoclàssics en la tradició d'Alfred Marshall. Va ser elaborat inicialment per John Hicks el 1937 i desenvolupat i popularitzat posteriorment per Alvin Hansen.
Les corbes IS-LM són un exemple suprem de la pedagogia de la teoria econòmica dels temps de domini del  pensament keynesià.

## Representació del model
La representació pot ser: 
- Conceptual: descripció qualitativa ben organitzada que permet mesurar els seus factors.
- Matemàtic: representació numèrica amb aspectes lògics i estructurats de la ciència matemàtica. Poden ser nombres, lletres, imatges i símbols. Per exemple, en un model gràfic matemàtic s'observen imatges i gràfiques matemàtiques que representen un model numèric i d'equacions, que són expressions visuals basades en aspectes quantificables de la ciència matemàtica.
- Físic: Es basa en aspectes de la ciència física, moviment de cossos. A més, és quantificable. Per representar el fenomen estudiat, generalment aquests models utilitzen les mateixes relacions físiques del prototip però redueixen la seva escala perquè pugui ser manejable. Per exemple, pertanyen en aquest tipus de model les representacions, a escala reduïda, de preses hidràuliques, ports, o d'elements d'aquestes obres, com un abocador o una escullera.